# Peripsychoda kratkensis
Peripsychoda kratkensis és una espècie d'insecte dípter pertanyent a la família dels psicòdids. És endèmic a Nova Guinea.

## Descripció
- El mascle: ales de 2,05 mm de longitud i d'1,07 d'amplada, pàl·lides (no pas clapades de marró), zona costal no ampliada, les venes subcostal i cubital acaben sense connexió; ulls separats per dues facetes de diàmetre; sutura interocular en forma de "U" invertida i afeblida al centre; vèrtex 3 vegades l'amplada del pont ocular; occipuci arrodonit i amb una projecció cònica truncada a l'àpex; front amb una àrea pilosa rectangular; palp núm. 2 més llarg que el 3; antenes d'1,32 mm de llargària i amb l'escap 3 vegades la mida del pedicel; tòrax sense patagi.
- La femella no ha estat encara descrita.[1]+